# Pectinopygus dispar
Pectinopygus dispar är en insektsart som först beskrevs av Piaget 1880.  Pectinopygus dispar ingår i släktet Pectinopygus och familjen fjäderlöss. Inga underarter finns listade i Catalogue of Life.